# Барген (Берн)
Барген (нім. Bargen BE) — громада  в Швейцарії в кантоні Берн, адміністративний округ Зееланд.

## Географія
Громада розташована на відстані близько 18 км на північний захід від Берна.
Барген має площу 7,9 км², з яких на 7,1% дозволяється будівництво (житлове та будівництво доріг), 70,6% використовуються в сільськогосподарських цілях, 19% зайнято лісами, 3,3% не є продуктивними (річки, льодовики або гори).

## Демографія
2019 року в громаді мешкало 1025 осіб (+4,6% порівняно з 2010 роком), іноземців було 9,3%. Густота населення становила 130 осіб/км².
За віковим діапазоном населення розподілялося таким чином: 21,1% — особи молодші 20 років, 59,7% — особи у віці 20—64 років, 19,2% — особи у віці 65 років та старші. Було 418 помешкань (у середньому 2,4 особи в помешканні).
Із загальної кількості 420 працюючих 69 було зайнятих в первинному секторі, 180 — в обробній промисловості, 171 — в галузі послуг.